# Tiranstrædet
Tiranstrædet (arabisk: مضيق تيران ), (hebraisk: מצרי טיראן) er en omkring 5 km bred vandpassage, som forbinder Det Røde Hav med Akababugten. Strædet ligger ved Sinai-halvøens sydspids og skiller halvøen fra Den arabiske halvø. Strædet er strategisk vigtigt, da det forbinder både Jordan og Israel med Rødehavet. Under seksdagskrigen spillede Tiranstædet en vigtig rolle i konflikten.
28°00′14″N 34°27′55″Ø / 28.00389°N 34.46528°Ø